# Kamiamakusa
Kamiamakusa (japanska: 上天草市?, Kamiamakusa-shi) är en stad i Kumamoto prefektur i södra Japan. Staden bildades 2004 genom en sammanslagning av kommunerna Himedo, Matsushima, Ōyano och Ryūgatake. Staden ligger i ögruppen Amakusa, främst på ön Ōyanoshima (30,20 km²) och på östra delen av ön Kamishima (80,60 km²).